# Jerič
Jerič je 18. najbolj pogost priimek v Sloveniji, ki ga je Po podatkih Statističnega urada Republike Slovenije na dan 1. januarja 2010 uporabljalo 949 oseb.

## Znani nosilci priimka
- Alojzij Jerič (1853—1909), kmet in politik
- Aljoša Jerič (*1973), bobnar, politik
- Ana Pusar Jerič (*1946), sopranistka
- Anže Jerič (*2001), nogometaš
- Bogdan Jerič (1958—2023), podjetnik, umetnik, rezbar
- Božidar Jerič (1921—?), ginekolog
- Ciril Jerič (1925—1996), slikar (salezijanec)
- Ivan Jerič (1891—1975), prekmurski duhovnik, publicist, politik
- John Jerič (1894—1973), izseljenski publicist, urednik
- Josip Jerič (1881—1930), politik, gospodarstvenik
- Jožef Jerič (1823—1888), čebelar, časnikar, urednik
- Karel Jerič (*1941), operni in koncertni pevec, tenorist
- Maks Jerič (1885—1949), odvetnik in društveni delavec
- Miha Jerič (*1959), tekač
- Mihael Jerič (1909—1980), salezijanec, tajnik SDB
- Miran Jerič (*1958), elektrotehnik in politik
- Rado Jerič (*1948), slikar, oblikovalec, fotograf
- Simon Jerič (*1963), šahist
- Slavko Jerič, novinar, pisatelj, (statistik?)
- Smiljan Jerič (1922—2004), kemik
- Sonja Jerič, surdopedagoginja
- Vid Jerič (1920—1985), partizan, polkovnik, politik, lovec
- Zvonimir Jerič (1956—2017), slikar, oblikovalec, aranžer